# Liste des US Routes au Dakota du Sud
Les US Routes au Dakota du Sud sont les US Routes entretenues par le South Dakota Department of Transportation au Dakota du Sud.

## Liste
| Numéro | Longueur (mi) | Longueur (km) | Terminus sud / ouest                                     | Terminus nord / est                                                 | Créée | Notes |
| ------ | ------------- | ------------- | -------------------------------------------------------- | ------------------------------------------------------------------- | ----- | ----- |
| US 12  | 319,24        | 513,77        | US 12 à la frontière du Montana près de Lemmon           | US 12 à la frontière du Minnesota à Big Stone City                  | 1926  |       |
| US 14  | 439,75        | 707,71        | I-90 / US 14 à la frontière du Wyoming près de Spearfish | US 14 à la frontière du Minnesota près d'Elkton                     | 1925  |       |
| US 16  | 69,00         | 111,04        | US 16 à la frontière du Wyoming près du Mont Rushmore    | I-90 / I-190 / US 14 à Rapid City                                   | 1925  |       |
| US 18  | 451,88        | 727,23        | US 18 à la frontière du Wyoming près d'Edgemont          | US 18 à la frontière de l'Iowa près de Canton                       | 1926  |       |
| US 81  | 226,00        | 358,00        | US 81 à la frontière du Nebraska à Yankton               | I-29 / US 81 à la frontière du Dakota du Nord près de New Effington | 1926  |       |
| US 83  | 240,00        | 386,00        | US 83 à la frontière du Nebraska près d'Olsonville       | US 83 à la frontière du Dakota du Nord près de Herraid              | 1925  |       |
| US 85  | 154,00        | 240,00        | US 85 à la frontière du Wyoming dans les Black Hills     | US 85 à la frontière du Dakota du Nord près de Ludlow               | 1926  |       |
| US 183 | 75,17         | 120,97        | US 183 à la frontière du Nebraska près de Wewela         | I-90 près de Presho                                                 | 1926  |       |
| US 212 | —             | —             | US 85 à la frontière du Wyoming près de Belle Fourche    | US 212 à la frontière du Minnesota près de Watertown                | 1925  |       |
| US 281 | —             | —             | US 281 à la frontière du Nebraska                        | US 281 à la frontière du Dakota du Nord près de Frederick           | 1926  |       |
| US 385 | 122,00        | 196,00        | US 385 à la frontière du Nebraska près d'Oelrichs        | US 85 à Deadwood                                                    | 1925  |       |
|        |               |               |                                                          |                                                                     |       |       |